# Kwak Tae-hwi
Kwak Tae-hwi (ur. 8 lipca 1981 w Chilgok) – południowokoreański piłkarz występujący na pozycji obrońcy. Zawodnik klubu Kyoto Sanga.

## Kariera klubowa
Kwak karierę rozpoczynał w 2000 roku drużynie piłkarskiej z uczelni Uniwersytet Chung-Ang. W 2005 roku trafił do ekipy FC Seoul z K-League. W sezonie 2005 zadebiutował w tych rozgrywkach. Rozegrał wówczas 11 spotkań i zdobył 1 bramkę. W 2006 roku zdobył z klubem Puchar Ligi Południowokoreańskiej. W trakcie sezonu 2007 roku odszedł do Chunnam Dragons, również z K-League. W tym samym roku zdobył z zespołem Puchar Korei Południowej. W 2008 roku dotarł z nim do finału Pucharu Ligi Południowokoreańskiej, gdzie jednak zespół Chunnam uległ ekipie Suwon Samsung Bluewings.
W 2010 roku Kwak przeszedł do japońskiego Kyoto Sanga. W J. League zadebiutował 7 marca 2010 roku w przegranym 0:2 pojedynku z Vissel Kobe. 1 maja 2010 roku w przegranym 1:2 spotkaniu z Omiya Ardija strzelił pierwszego gola w J. League. W sezonie 2010 zajął z klubem 17. miejsce w lidze i spadł z nim do J. League Division 2.

## Kariera reprezentacyjna
W reprezentacji Korei Południowej Kwak zadebiutował 30 stycznia 2008 roku w przegranym 0:1 towarzyskim meczu z Chile. 6 lutego 2008 roku w wygranym 4:0 pojedynku eliminacji Mistrzostw Świata 2010 z Turkmenistanem strzelił pierwszego gola w drużynie narodowej.
W 2011 roku został powołany do kadry na Puchar Azji.